# Prisão de Insein
 A Prisão de Insein (birmanês:  အင်းစိန်ထောင်) está localizada na Divisão Yangon, perto de Yangon (Rangum), a antiga capital de Mianmar (antiga Birmânia). De 1988 a 2011, foi dirigido pela junta militar de Mianmar, nomeado Conselho Estadual de Restauração da Lei e da Ordem de 1988 a 2003 e Conselho de Estado para a Paz e Desenvolvimento de 2003 a 2011, e foi usado em grande parte para reprimir dissidentes políticos.
A prisão é notória mundialmente por suas condições desumanas, corrupção, abuso de detentos e uso de tortura mental e física.  

## Condições

### Saneamento e saúde

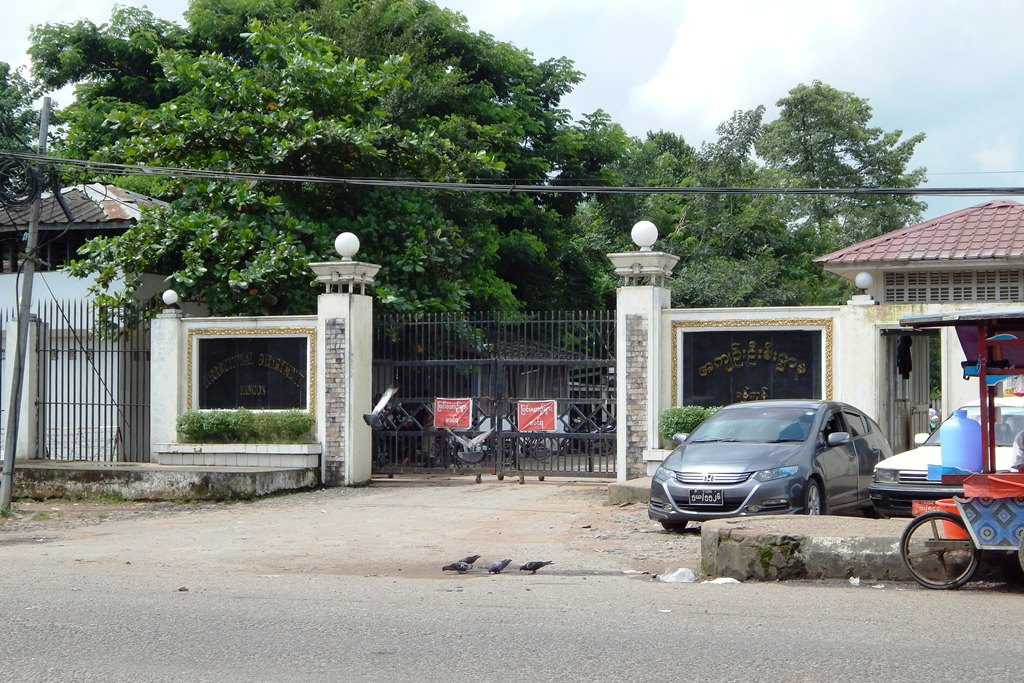
Portão principal da prisão de Insein

Na prisão de Insein, doenças e lesões geralmente não são tratadas. Um ex-prisioneiro lembra que "Quando tínhamos febre, eles nunca nos davam nenhum remédio. Se ficar muito ruim, mandam você para o hospital da prisão, onde muitas pessoas morrem. Os presos doentes querem ir para o hospital, mas os guardas nunca os mandam para lá até que já seja tarde demais, tantos morrem assim que chegam ao hospital. Fiquei com febre, mas não quis ir ao hospital, porque tinha medo das agulhas sujas e das doenças contagiosas. No hospital eles têm médicos, mas não há remédios suficientes." O mesmo prisioneiro continuou: "[eles] permitiram que tomássemos banho uma vez por dia. Tivemos que alinhar em filas de 5 homens de cada vez, e nos permitiram 5 tigelas de água, depois sabão, depois mais 7 tigelas de água. Mas havia muitos problemas – às vezes não havia abastecimento de água, então eles não nos deixavam tomar banho e mal podíamos conseguir água para beber. Havia latrinas em 2 lugares – fora do quarto durante o dia e no quarto à noite. As latrinas sempre tinham guardas, e para usá-las era preciso subornar o guarda com 2 charutos. A latrina era apenas um balde, sem água. Você poderia usar papel se conseguisse um pouco, mas costumávamos pedir pedaços de pano aos homens que trabalhavam na oficina de costura no complexo." 

### Torturas
Os prisioneiros teriam sido espancados com um cano de borracha cheio de areia e perseguidos por cães, forçando-os a rastejar em suas mãos e joelhos por um caminho de cascalho. 

## Protestos dentro do presídio

### Greve de fome de prisioneiros em 1991
De acordo com o relato de um ex-prisioneiro, em 1991 vários presos fizeram uma greve de fome, exigindo cuidados de saúde adequados e o direito de ler jornais. No entanto, suas demandas não foram atendidas e os prisioneiros foram torturados ao serem perseguidos pelo caminho de cascalho. 

### Tiroteio em massa de presos em 2008
Em 3 de maio de 2008, mais de 100 presos foram baleados por guardas da prisão, resultando na morte de 36 presos. Outros quatro presos foram posteriormente torturados e mortos por guardas que acreditavam eles ter sido os líderes do protesto inicial que culminou no tiroteio em massa. 

### Greve de fome de presos em 2011
Em 24 de maio de 2011, o governo de Mianmar retaliou contra uma greve de fome de cerca de 30 presos políticos na prisão, forçando os líderes em confinamento solitário. A greve de fome começou quando sete prisioneiras protestaram contra um programa de anistia de prisioneiros do governo que não incluía a maioria dos presos políticos. Em 23 de maio, 22 prisioneiros do sexo masculino, incluindo três monges budistas, juntaram-se ao protesto, exigindo melhores condições de vida na prisão e direitos de visitas familiares. De acordo com Aung Din, diretora executiva da Campanha dos EUA para a Birmânia, com sede em Washington, "a última informação que recebemos é que seis dos 'líderes' da greve do grupo masculino foram transferidos para o que é conhecido como 'cela de cachorro' - um pequeno bloco de celas onde eles poderiam ser torturados e visitas familiares não são permitidas." Um dos prisioneiros transferidos era um editor do The Kantaryawaddy Times, Nyi Nyi Htun. 

## Prisioneiros notáveis
Os prisioneiros ilegais mais famosos incluem:
- Aung San Suu Kyi (ela foi confinada a Insein em 2003, 2007 e 2009 [6]) — A ativista de direitos humanos vencedora do Prêmio Nobel da Paz.
- Líderes estudantis da Revolta de 1988, incluindo:
  - Min Ko Naing
  - Pyone Cho
  - Ko Ko Gyi
  - Kyaw Min Yu
  - Mya Aye e outros.

Os jornalistas da Reuters Wa Lone e Kyaw Soe Oo foram mantidos na prisão por mais de 500 dias após sua prisão em 12 de dezembro de 2017, devido à investigação do massacre de Inn Din. Em meio a protestos internacionais por sua prisão, os dois foram libertados em 7 de maio de 2019, após um perdão do presidente de Mianmar, Win Myint. Enquanto estava preso na prisão de Insein, Wa Lone escreveu um livro infantil, Jay Jay o Jornalista. 